# Донорська здача крові

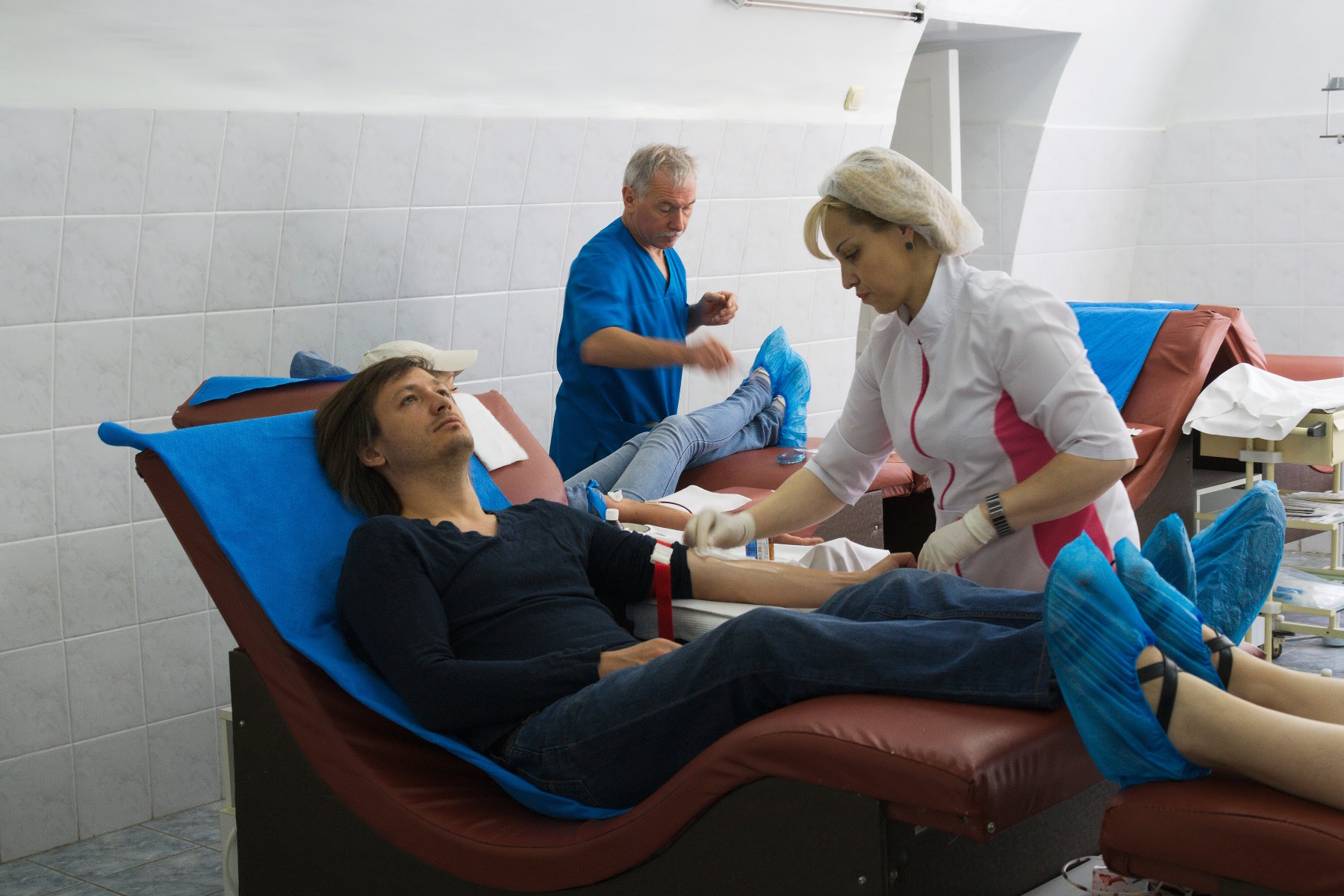
Добровольці здають кров для поранених в АТО (Центр крові Національного військово-медичного клінічного центру)

Донорська здача крові або донорство крові — добровільне надання своєї крові чи її компонентів для подальшого переливання хворим, що цього потребують. Пропаганда донорства є невід'ємною частиною моральних засад донорського руху, обумовленого добротою, гуманізмом, милосердям людей, що безкорисливо надають свою кров хворим.
За час існування донорського руху було доведено, що періодичні кровопускання, які дорівнюють одній донорській дозі (до 470 мл), безпечні для здоров'я донора. Одна донорська доза має назву фізіологічної. Завдяки здачі донорської крові відбувається активізація системи кровотворення. Внаслідок крововтрати після здачі донорської крові кістковий мозок посилює поповнення кров'яного русла новими еритроцитами. В результаті цього покращується обмін речовин, що в свою чергу є фактором профілактики різноманітних захворювань і підвищує стійкість організму в екстремальних ситуаціях. Здаючи кров, донор вивільняє свій організм від зайвого баласту і надлишку крові[джерело?].

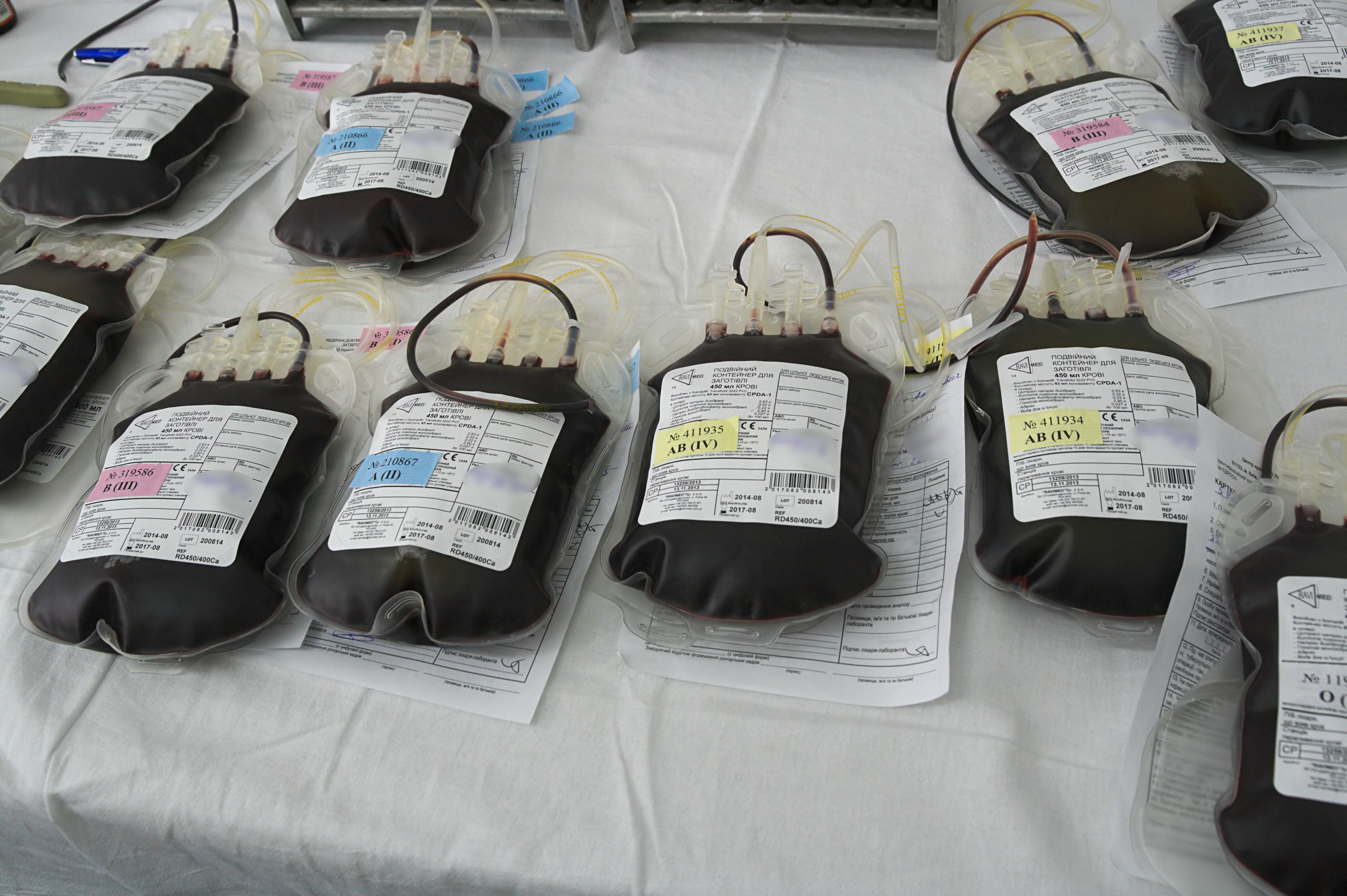
Контейнери з донорською кров'ю

Донором може бути кожна здорова людина віком від 18-ти років. Кожний заклад сам встановлює обмеження щодо ваги донорів (зазвичай від 50 кг).
Протипоказанням до здачі крові є нездоровий стан, оскільки втрата невеликої кількості крові на фоні нездоров'я може різко погіршити загальний стан організму, викликати загострення або подовження терміну хворобливого стану. Про цілющі властивості крові люди дізналися давно. Численні випадки смерті від масивних крововтрат спонукали до того, що кров стали вважати вмістилищем душі і життєвої сили.
З 117,4 мільйона донорів крові, зібраних у всьому світі, 42 % збирають у країнах з високим рівнем доходу, де проживає 16 % населення світу.
У країнах з низьким рівнем доходу до 52 % переливання крові проводять дітям до 5 років; тоді як у країнах з високим рівнем доходу група пацієнтів, що найчастіше переливаються, старша 65 років, що становить до 75 % усіх переливань.
На основі зразків 1000 осіб донорства крові — 32,6 % пожертвувань походять з країн з високим рівнем доходу, 15,1 % — у країнах з вищим середнім рівнем доходу, 8,1 % — пожертвування у країнах з нижчим середнім рівнем доходу та 4,4 % — з низьким рівнем доходу.
За даними ВООЗ, донорство крові збільшилось на 11,6 мільйонів від добровільних неоплачених донорів з 2008 по 2015 рік. Загалом, 78 країн збирають понад 90 % свого кровопостачання від добровільних неоплачених донорів крові; однак 58 країн збирають понад 50 % свого кровопостачання від сімейних / замісних або платних донорів.
Лише 50 із 173 країн, що звітують, виробляють лікарські засоби, отримані з плазми (PDMP), шляхом фракціонування плазми.
Кров тварин давали пити важкохворим в середньовіччі. Для зупинки кровотечі до рани прикладали теплу коров'ячу кров, що згорнулася. Перша спроба перелити кров закінчилася невдачею. Успіхи сучасної гематології визначили нову трансфузійну тактику — обмеження показань до переливання цільної крові, диференційне використання окремих її компонентів, препаратів і кровозамінників. Єдиним джерелом цих лікувальних засобів є донор. Завдяки лікуванню кров'ю і препаратами крові вдається зберегти і відновити життя пацієнта. Частину препаратів, що застосовують внутрішньо або зовнішньо можна виготовляти з крові тварин.
Всесвітній день донорства крові — 14 червня. Це свято було засноване під егідою ООН у травні 2005 року на Всесвітній асамблеї охорони здоров'я в Женеві.

## Види донорів
Існує 3 типи донорів крові:
- добровільно неоплачений
- сім'я / заміна
- оплачуваний

Адекватне та надійне постачання безпечної крові може бути забезпечене стабільною базою регулярних, добровільних, неоплачених донорів крові. Ці донори є також найбезпечнішою групою донорів, оскільки поширеність інфекцій, перенесених через кров, найнижча серед цієї групи. Резолюція Всесвітньої асамблеї охорони здоров'я WHA63.12 закликає всі держави-члени розвивати національні системи крові на основі добровільних неоплачених пожертвувань та працювати над досягненням самодостатності.
Дані, повідомлені ВООЗ, свідчать про значне збільшення добровільних неоплачених донорів крові у країнах з низьким та середнім рівнем доходу: Зростання на 11,6 мільйона донорів крові від добровільних неоплачених донорів з 2008 по 2015 рік повідомило 139 країн. Найбільший приріст добровільних неоплачених донорів крові припадає на південно-східноазійський (83 %) регіон та Америку (70 %). Максимальне збільшення абсолютних чисел було зафіксовано у регіоні Південно-Східної Азії (5,9 млн. Пожертв), далі — Західно-Тихоокеанському регіоні (2,7 млн. Пожертв) та Африканському регіоні (1,1 млн.).
78 країн збирають понад 90 % свого кровопостачання за допомогою добровільних неоплачених донорів крові (35 країн з високим рівнем доходу, 32 країни з середнім рівнем доходу та 11 країн з низьким рівнем доходу).
У 58 країнах понад 50 % кровопостачання все ще залежить від сімейних / замісних та платних донорів крові (8 країн з високим рівнем доходу, 36 країн із середнім рівнем доходу та 14 країн з низьким рівнем доходу).

## Донорство крові в Україні
Наразі в Україні спостерігається нестача донорів: замість рекомендованої ВОЗ норми у 33 донори на 1000 осіб, нині в Україні на тисячу осіб припадає 12 донорів.
| |  |  |
| Ювілейна монета "Крапля життя", випущена Національним банком України у 2024 році, присвячена донорству крові |  |  |

Центри крові є державними закладами підпорядкованими МОЗ, що вповноважені проводити підготовку донорів, забір і аналізи крові, зберігання й підготовку крові та її компонентів до подальшого використання. Крім загальної «цивільної» служби крові діють дві відомчі: в структурі МВС та ЗСУ.
Для заохочення дарування своєї крові в Україні діє в цілому успадкована з радянських часів система, що включає певні пільги та відзнаки. Найвищою відзнакою є звання «Заслужений донор України». Володимир Ніколаєв (1945 р.н.) став першим і лишається наразі єдиним, хто отримав орден Героя України (2006) за донорство крові. За законом «Про донорство крові та її компонентів», кожна людина, що здає кров, отримує два вихідних дня із збереженням зарплати, а також забезпечується сніданком і обідом за рахунок медичного закладу, або може отримати грошову компенсацію на харчування.
Матеріально-технічна база, устаткування центрів крові та підходи до роботи, як правило, є застарілими. Здача крові в Україні є загалом безпечною процедурою, проте існують прогалини в підготовці та залученні донорів, в зберіганні та аналізах отриманої крові тощо. Вдосконалення та модернізація української служби крові є однією з задач на шляху євроінтеграції. Значну роль у цій роботі відіграють волонтерські ініціативи, громадські організації, міжнародні організації та уряди дружніх країн.

### Скасування заборони донорства для деяких категорій громадян
11 березня 2016 року Кабінет Міністрів Україні доручив Міністерству охорони здоров'я Україні скасувати заборону бути донорами крові і її компонентів наркоманам і повіям до липня 2016 року (Розпорядження № 1393 від 23 листопада 2015 року). Цим документом Кабмін затвердив план дій з реалізації Національної стратегії в сфері прав людини на період до 2020 року. Міністерству охорони здоров'я було доручено скасувати норму в порядку медичного обстеження донорів крові та її компонентів, відповідно до якої донорами не можуть бути особи, яких характеризують форми ризикованої поведінки. При цьому ризикованою поведінкою вважається надання сексуальних послуг за плату, статеві відносини з малознайомими особами без презерватива, часта зміна статевих партнерів, гомосексуальні відносини, наркоманія. У той же час зберігається норма про обов'язкове лабораторне обстеження донорської крові.

### Реформування системи донорства крові
В лютому 2019 року Уряд України ухвалив рішення про початок реформування системи донорства в Україні. В рамках наближення України до ЄС ухвалено Стратегію розвитку національної системи крові в Україні, основним завданням якої є створення трирівневої системи крові: на національному, регіональному та госпітальному рівнях. Крім цього, передбачається створення національного реєстру донорів, який об'єднає усі заклади охорони здоров'я та дасть можливість донорам здавати кров незалежно від місця реєстрації.